# سيرسيناسكو
سيرسيناسكو هي كومونا في مدينة تورينو في المنطقة الإيطالية (بيدمونت) تقع على بعد ما يقارب 25 كيلو مترا(16ميلا) جنوب غرب تورين. تقع سيرسيناسكو على حدود البلديات التالية:كاستنول بيومنت، سكالينجا، برياسكو،فيرل بيومنت، وفيجون.